# 오클랜드 ACG 파넬 컬리지

오클랜드 ACG 파넬 컬리지(Auckland ACG Parnell College)는 뉴질랜드 오클랜드의 사립 초중고등학교이다. 1998년 뉴질랜드 오클랜드에서 첫 개교되어 현재에 이르고 있다.